# 司上乡
司上乡是中国陕西省汉中市西乡县下辖的一个乡。

## 行政区划
司上乡下辖以下行政区：
田坝村、大场村、罗家湾村、葛家河村、穿心店村、堰塘湾村